# Shtime
Shtime (albanisch auch Shtimja, serbisch Штимље Štimlje) ist eine Stadt im Kosovo und ist Amtssitz der gleichnamigen Gemeinde Shtime.

## Bevölkerung
Gemäß Volkszählung 2011 hat die Stadt Shtime 7.255 Einwohner. Von ihnen sind 6.742 (92,93 %) Albaner, 438 (6,04 %) Roma und Aschkali, 48 (0,66 %) Serben, 12 (0,16) Bosniaken und zwei (0,03 %) Goranen. Zehn (0,14 %) gehören anderen Ethnien an und von drei (0,04 %) Personen ist keine Antwort bezüglich der Ethnie vorhanden.
| Volkszählung | 1948 | 1953 | 1961 | 1971 | 1981 | 1991 | 2011 |
| ------------ | ---- | ---- | ---- | ---- | ---- | ---- | ---- |
| Einwohner    | 2003 | 2292 | 2832 | 3866 | 5271 | 6657 | 7255 |